# 13 (블랙 사바스의 음반)
| 전문가 평가          | 전문가 평가 |
| 총 점수              | 총 점수     |
| 출처                 | 점수        |
| -------------------- | ----------- |
| 메타크리틱           | 72/100      |
| 평가 점수            |             |
| 출처                 | 점수        |
| AllMusic             | [ 2 ]       |
| Consequence of Sound | [ 3 ]       |
| Drowned in Sound     | 7/10        |
| Entertainment Weekly | B−          |
| The Guardian         | [ 6 ]       |
| Metal Hammer         | 9/10        |
| NME                  | 7/10        |
| Pitchfork            | 7.0/10      |
| Rolling Stone        | [ 10 ]      |
| Slant Magazine       | [ 11 ]      |

《13》은 영국의 록 밴드 블랙 사바스의 열아홉 번째이자 마지막 스튜디오 음반이다. 이 음반은 유럽에서는 2013년 6월 10일, 북미에서는 2013년 6월 11일, 미국의 버티고 레코드와 리퍼블릭 레코드를 거쳐, 전 세계 버티고 레코드를 통해 발매되었다. 블랙 사바스가 《Forbidden》 (1995년) 이후 발매한 유일한 스튜디오 음반이며, 라이브 음반 《Reunion》 (1998년) 이후 오리지널 리드 싱어 오지 오스본과 베이시스트 기저 버틀러와 함께 밴드의 첫 스튜디오 녹음으로, 두 곡의 새로운 스튜디오 트랙이 수록되었다. 또한 《Never Say Die!》 (1978년) 이후 오스본과 함께한 첫 번째 스튜디오 음반이자 《Cross Purposes》 (1994년) 이후 버틀러와 함께한 첫 번째 음반으로, 오랜 기간 키보디스트인 제프 니컬스가 아닌 《Never Say Die!》 이후 첫 번째 음반이며, 버티고 레이블(미국과 캐나다 외)의 《The Eternal Idol》 (1987년) 이후 첫 음반이다.
블랙 사바스의 오리지널 라인업은 2001년 프로듀서 릭 루빈과 함께 새 스튜디오 음반을 작업하기 시작했다. 이 음반의 개발은 10년 동안 지연되었는데, 오스본은 그의 솔로 활동을 재개했고 나머지 밴드 멤버들은 GZR과 헤븐 & 헬을 포함한 다른 프로젝트들을 추구했다. 2011년 11월 11일 블랙 사바스가 공백 종료를 발표하자 밴드는 루빈과 함께 새 음반 작업을 다시 시작하겠다고 발표했다. 오리지널 멤버 오스본, 버틀러, 기타리스트 토니 아이오미 외에도, 밴드는 오리지널 드러머 빌 워드가 "계약 분쟁"으로 재결합에 참여하지 않기로 결정한 데 이어, 레이지 어게인스트 더 머신과 오디오슬레이브의 드러머 브래드 윌크에 의해 녹음 세션에 합류했다.

## 곡 목록
작곡은 모두 토니 아이오미, 기저 버틀러, 오지 오스본가 맡았고, 작사는 오스본이 〈Methademic〉를 제외하고, 모두 버틀러가 맡았다.
| #  | 제목                     | 재생 시간 |
| -- | ------------------------ | --------- |
| 1. | 〈End of the Beginning〉 | 8:05      |
| 2. | 〈God Is Dead?〉         | 8:52      |
| 3. | 〈Loner〉                | 4:59      |
| 4. | 〈Zeitgeist〉            | 4:37      |
| 5. | 〈Age of Reason〉        | 7:01      |
| 6. | 〈Live Forever〉         | 4:46      |
| 7. | 〈Damaged Soul〉         | 7:51      |
| 8. | 〈Dear Father〉          | 7:20      |

| #   | 제목                                     | 재생 시간 |
| --- | ---------------------------------------- | --------- |
| 9.  | 〈Methademic〉                           | 5:57      |
| 10. | 〈Peace of Mind〉                        | 3:40      |
| 11. | 〈Pariah〉                               | 5:34      |
| 12. | 〈Dirty Women (Live in Australia 2013)〉 | 7:21      |

## 인증
| 국가                                                                                         | 인증     | 판매량/출하량 |
| -------------------------------------------------------------------------------------------- | -------- | ------------- |
| 오스트리아 (IFPI 오스트리아)                                                                 | 골드     | 7,500*        |
| 브라질 (Pro-Música Brasil)                                                                   | 플래티넘 | 40,000*       |
| 캐나다 (뮤직 캐나다)                                                                         | 플래티넘 | 80,000^       |
| 독일 (BVMI)                                                                                  | 플래티넘 | 200,000       |
| 폴란드 (ZPAV)                                                                                | 플래티넘 | 20,000*       |
| 영국 (BPI)                                                                                   | 골드     | 100,000^      |
| *판매량을 기반으로 한 인증 · ^출하량을 기반으로 한 인증 · 판매량+스트리밍을 기반으로 한 인증 |          |               |